# Прискиан Лидийский
Прискиа́н (Присциа́н) Лиди́йский (лат. Priscianus Lydius; 1-я пол. VI века) — античный философ-неоплатоник, представитель Афинской школы неоплатонизма, ученик Дамаския.

## Биография
Прискиан родился в Лидии, в конце V века. Один из последних представителей Платоновской Академии. После её закрытия императором Юстинианом I в 529 г. сопровождал Дамаския, последнего схоларха Академии, во время невольной поездки последних неоплатоников в Персию в 531 г. Там, вместе с Дамаскием, Симпликием и ещё четырьмя коллегами находился при дворе Хосрова I (после того, как в 533 г. Юстиниан и Хосров заключили перемирие, философам было разрешено вернуться в Византию).
Сохранились два сочинения Прискиана: «Переложение работы Теофраста о чувственном ощущении» и «Ответы на вопросы, в которых сомневался персидский царь Хосров». Из второго сочинения, посвященного астрономии и метеорологии, для собственно философии имеет некоторое значение глава I, трактующая о природе души, преимущественно человеческой, о характере связи души с телом и об обращении души к самой себе.